# Bibio medianus
Bibio medianus är en tvåvingeart som beskrevs av Hardy och Takahashi 1960. Bibio medianus ingår i släktet Bibio och familjen hårmyggor. Inga underarter finns listade i Catalogue of Life.